# Izeh
Izeh (persiska ايذه) är en stad i västra Iran. Den ligger i provinsen Khuzestan och har cirka 120 000 invånare.